# Joanna Elżbieta Piastówna
Joanna Elżbieta (ur. 8 czerwca 1636 w Toruniu, zm. 30 października 1673 w Świątnikach) – księżniczka legnicka, córka piastowskiego księcia Jana Chrystiana i jego drugiej małżonki Anny Jadwigi von Sitzsch.

## Życiorys
3 listopada 1651 w Oławie wyszła za mąż za pochodzącego z Lipy barona Zdenka Howory von Leippe. Księżniczka zmarła 30 października 1673 w Świątnikach. Została pochowana 14 grudnia tegoż roku w Księginicach Małych. Po jej śmierci Zdenko ożenił się z Bibianą von Promnitz.

## Galeria

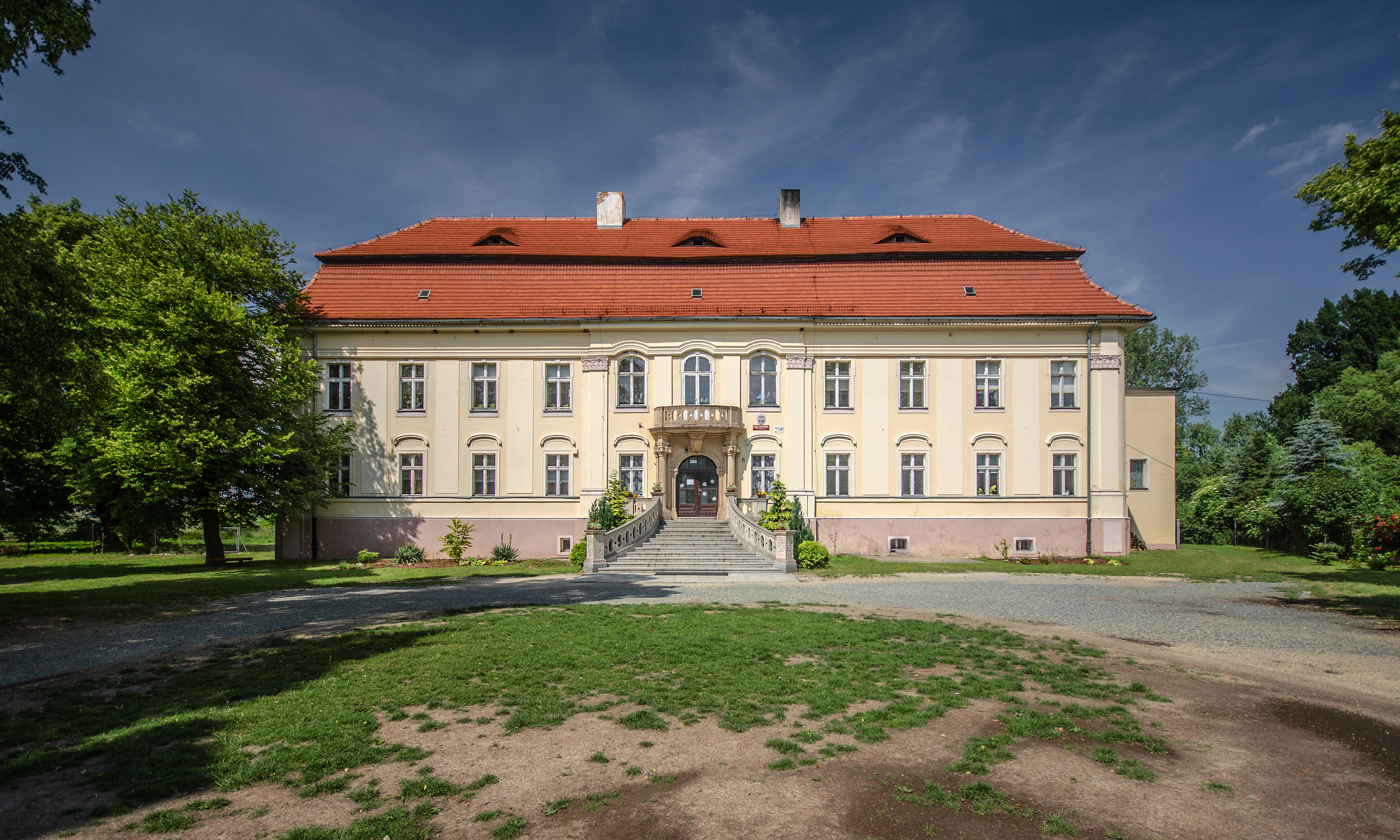
Pałac w Świątnikach
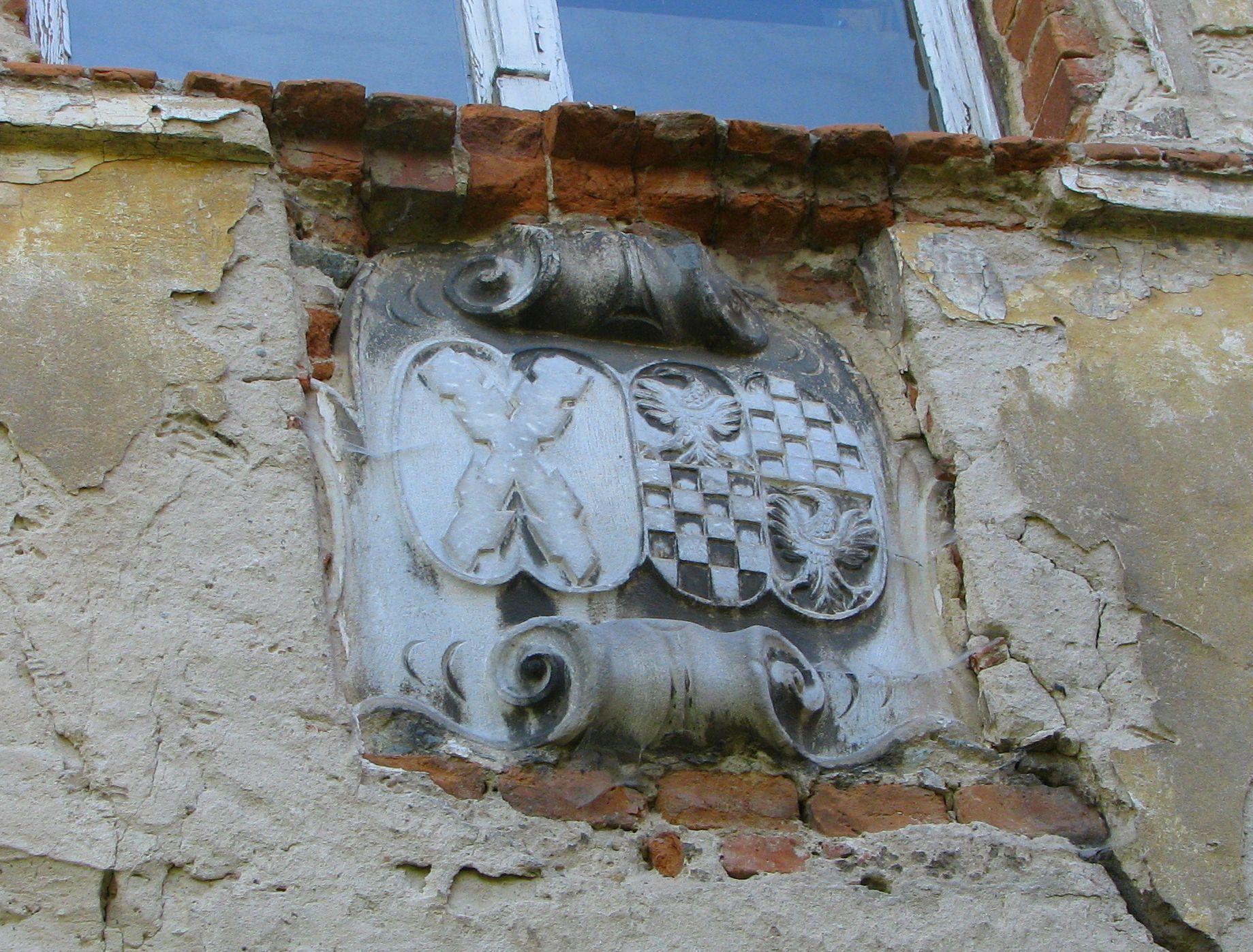
Herby na pałacu
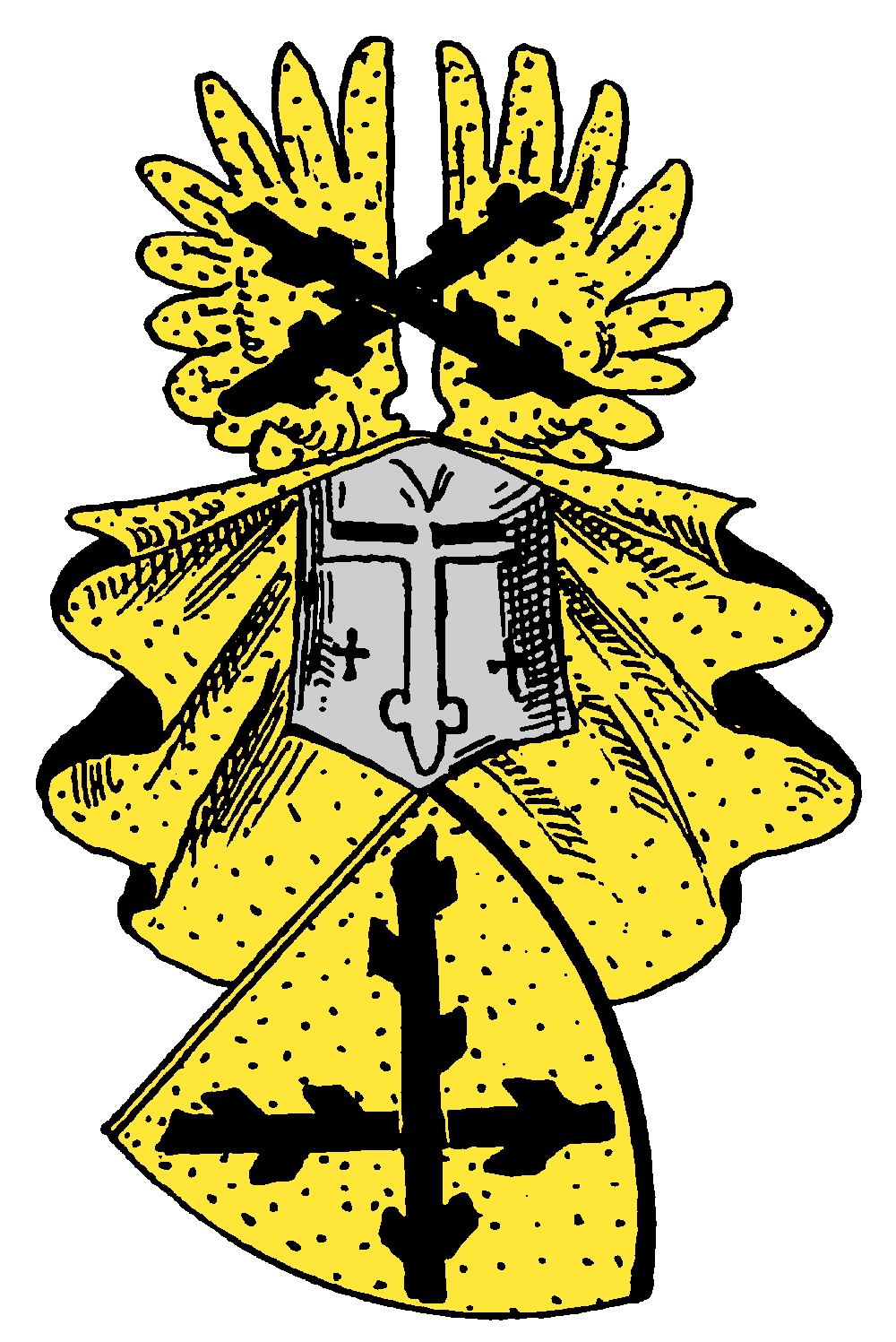
Herb Zdenka Leippe
Herb ks. Joanny

## Genealogia
| Joachim Fryderyk Piastowicz ur. 29 IX 1550 zm. 25 III 1602 | Joachim Fryderyk Piastowicz ur. 29 IX 1550 zm. 25 III 1602 |                                                           |                                                           | Anna Maria Askańska ur. 13 VI 1561 zm. 11 XI 1605 | Anna Maria Askańska ur. 13 VI 1561 zm. 11 XI 1605 |  |  | Friedrich von Sitzsch ur. ? zm. ? | Friedrich von Sitzsch ur. ? zm. ? |                                                        |                                                        | nieznana ur. ? zm. ? | nieznana ur. ? zm. ? |
|                                                            |                                                            |                                                           |                                                           |                                                   |                                                   |  |  |                                   |                                   |                                                        |                                                        |                      |                      |
|                                                            |                                                            |                                                           |                                                           |                                                   |                                                   |  |  |                                   |                                   |                                                        |                                                        |                      |                      |
|                                                            |                                                            | Jan Chrystian Piastowicz ur. 28 VIII 1591 zm. 25 XII 1639 | Jan Chrystian Piastowicz ur. 28 VIII 1591 zm. 25 XII 1639 |                                                   |                                                   |  |  |                                   |                                   | Anna Jadwiga von Sitzsch ur. 13 I 1611 zm. 16 VII 1639 | Anna Jadwiga von Sitzsch ur. 13 I 1611 zm. 16 VII 1639 |                      |                      |
|                                                            |                                                            |                                                           |                                                           |                                                   |                                                   |  |  |                                   |                                   |                                                        |                                                        |                      |                      |
|                                                            |                                                            |                                                           |                                                           |                                                   |                                                   |  |  |                                   |                                   |                                                        |                                                        |                      |                      |
|                                                            |                                                            |                                                           |                                                           |                                                   |                                                   |  |  |                                   |                                   |                                                        |                                                        |                      |                      |

|  |  | Zdenko Howora ur. 1624 zm. 1 I 1680 OO 3 XI 1651 | Zdenko Howora ur. 1624 zm. 1 I 1680 OO 3 XI 1651 | Joanna Elżbieta Piastówna ur. 8 VI 1636 zm. 30 X 1673 | Joanna Elżbieta Piastówna ur. 8 VI 1636 zm. 30 X 1673 |  |  |  |  |
|  |  |                                                  |                                                  |                                                       |                                                       |  |  |  |  |
|  |  |                                                  |                                                  |                                                       |                                                       |  |  |  |  |